# Coupe intercontinentale 1973
La Coupe intercontinentale 1973 est la quatorzième édition de la Coupe intercontinentale de football. Elle oppose lors d'un match unique le club argentin du CA Independiente, vainqueur de la Copa Libertadores 1973, au club italien de la Juventus FC, finaliste de la Coupe des clubs champions européens 1972-1973. Il s'agit de la première apparition de la Juventus dans cette compétition tandis que le CA Independiente en est à sa quatrième participation.
Le champion d'Europe, l'Ajax Amsterdam, qui devait affronter le CA Independiente, décline l'invitation officiellement pour des raisons économiques. La Juventus est alors désignée pour affronter l'Independiente mais le club italien refuse de faire le déplacement en Argentine. Il est alors décidé de départager les clubs sur un seul match sur terrain neutre.
Le match se déroule au stade olympique de Rome, le 28 novembre 1973 devant 22 489 spectateurs et est arbitré par le Belge Alfred Delcourt. La rencontre se conclut par une victoire des champions d'Amérique du Sud sur le score de 1-0, grâce à un but de Ricardo Bochini à dix minutes de la fin. Antonello Cuccureddu, de la Juventus, rate un penalty en première période. C'est le premier succès en quatre éditions disputées par le CA Independiente.
En 2017, le Conseil de la FIFA a reconnu avec document officiel (de jure) tous les champions de la Coupe intercontinentale avec le titre officiel de clubs de football champions du monde, c'est-à-dire avec le titre de champions du monde FIFA, initialement attribué uniquement aux gagnantsles de la Coupe du monde des clubs FIFA.

## Feuille de match
| Coupe intercontinentale 1973 | CA Independiente | 1 - 0   | Juventus Turin | Stadio Olimpico, Rome                            |                                                  |
| 28 novembre 15 h 30 UTC+1    | 80e Bochini      | (0 - 0) |                | Spectateurs : 22 489 Arbitrage : Alfred Delcourt | Spectateurs : 22 489 Arbitrage : Alfred Delcourt |
| 28 novembre 15 h 30 UTC+1    | (Rapport)        |         |                | Spectateurs : 22 489 Arbitrage : Alfred Delcourt | Spectateurs : 22 489 Arbitrage : Alfred Delcourt |

| Independiente | Juventus |

| Independiente :  |  |                            |        |     |
|                  |  |                            |        |     |
| G                |  | Miguel Ángel Santoro       |        |     |
| D                |  | Eduardo Commisso (en)      |        |     |
| D                |  | Miguel Ángel López         |        |     |
| D                |  | Ricardo Pavoni             | Averti |     |
| D                |  | Francisco Pedro Manuel Sa  |        |     |
| M                |  | Ricardo Bochini            |        |     |
| M                |  | Rubén Galván               |        |     |
| M                |  | Miguel Ángel Raimondo (en) |        |     |
| A                |  | Agustín Balbuena           |        |     |
| A                |  | Eduardo Maglioni           |        |     |
| A                |  | Daniel Bertoni             |        | 83e |
| Remplaçants :    |  |                            |        |     |
| D                |  | Alejandro Semenewicz (it)  |        | 83e |
| Entraîneur :     |  |                            |        |     |
| Roberto Ferreiro |  |                            |        |     |

| Juventus :       |  |                      |        |     |
|                  |  |                      |        |     |
| G                |  | Dino Zoff            |        |     |
| D                |  | Luciano Spinosi      |        | 74e |
| D                |  | Sandro Salvadore     |        |     |
| D                |  | Claudio Gentile      | Averti |     |
| D                |  | Francesco Morini     |        |     |
| M                |  | Antonello Cuccureddu |        |     |
| M                |  | Gianpietro Marchetti |        |     |
| M                |  | Franco Causio        |        |     |
| A                |  | Pietro Anastasi      |        |     |
| A                |  | José Altafini        |        |     |
| A                |  | Roberto Bettega      |        | 74e |
| Remplaçants :    |  |                      |        |     |
| D                |  | Silvio Longobucco    |        | 74e |
| M                |  | Fernando Viola       |        | 74e |
| Entraîneur :     |  |                      |        |     |
| Čestmír Vycpálek |  |                      |        |     |